# Kleine Bloemenstoet Wommelgem

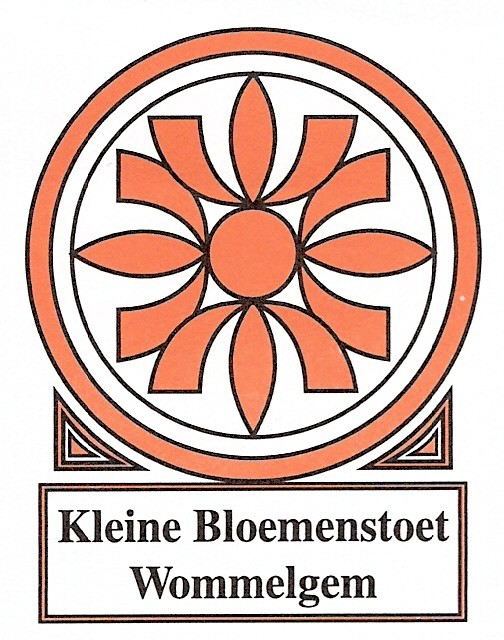
Het logo van de Vriendenkring Kleine Bloemenstoet te Wommelgem

De Kleine Bloemenstoet is een jaarlijks bloemencorso, meer bepaald een dahliacorso, in de Belgische gemeente Wommelgem. De organisatie is in handen van de vzw Vriendenkring Kleine Bloemenstoet. Er wordt over de 'Kleine' Bloemenstoet gesproken omdat de deelnemers vooral kinderen of jeugdorganisaties van in en rond Wommelgem zijn. De bloemenwagentjes met afmetingen van 0,5 tot 8 m² grondoppervlak zijn bestoken met duizenden dahliabloemen. De Kleine Bloemenstoet wordt steeds gehouden op de derde zondag van september. Buiten de Bloemenstoet zelf organiseert de vzw Vriendenkring Kleine Bloemenstoet ook nog andere culturele activiteiten voor leden of het grote publiek én werkt de vereniging mee aan andere evenementen in de gemeente Wommelgem.

## Geschiedenis
Sinds 1953 bestaat er in Wommelgem een bloemenstoet. Aanvankelijk was er sprake van grote bloemenstoet en sinds 1962 organiseert de vereniging De Jeugdclub, onder initiatief van toenmalig onderpastoor De Vadder, een kleinere versie van de bloemenstoet. Deze kleinere versie had het tweeledige doel om de kinderen van Wommelgem te betrekken bij de bloemenstoet en om het afval en de overschotten van de grote bloemenstoet te recupereren.
In 1978 veranderde 'De Jeugdclub' zijn naam in 'Vriendenkring Kleine Bloemenstoet' en eind jaren 2000 organiseert deze vereniging nog jaarlijks de Kleine Bloemenstoet in Wommelgem. Tot 1990 bestonden de Grote en de Kleine Bloemenstoet naast elkaar. In 2001 is de Vriendenkring Kleine Bloemenstoet een vzw geworden.
De Bloemenstoet wordt in 2013 door de Vlaamse regering op de inventaris voor Immaterieel erfgoed geplaatst. Deze erkenning kwam tot stand door een samenwerking van alle nog bestaande Vlaamse bloemencorso's. Hieruit ontstond een nauwere samenwerking met zowel Belgische als Nederlandse bloemencorso's.

## Foto's

Foto's van de Kleine Bloemenstoet
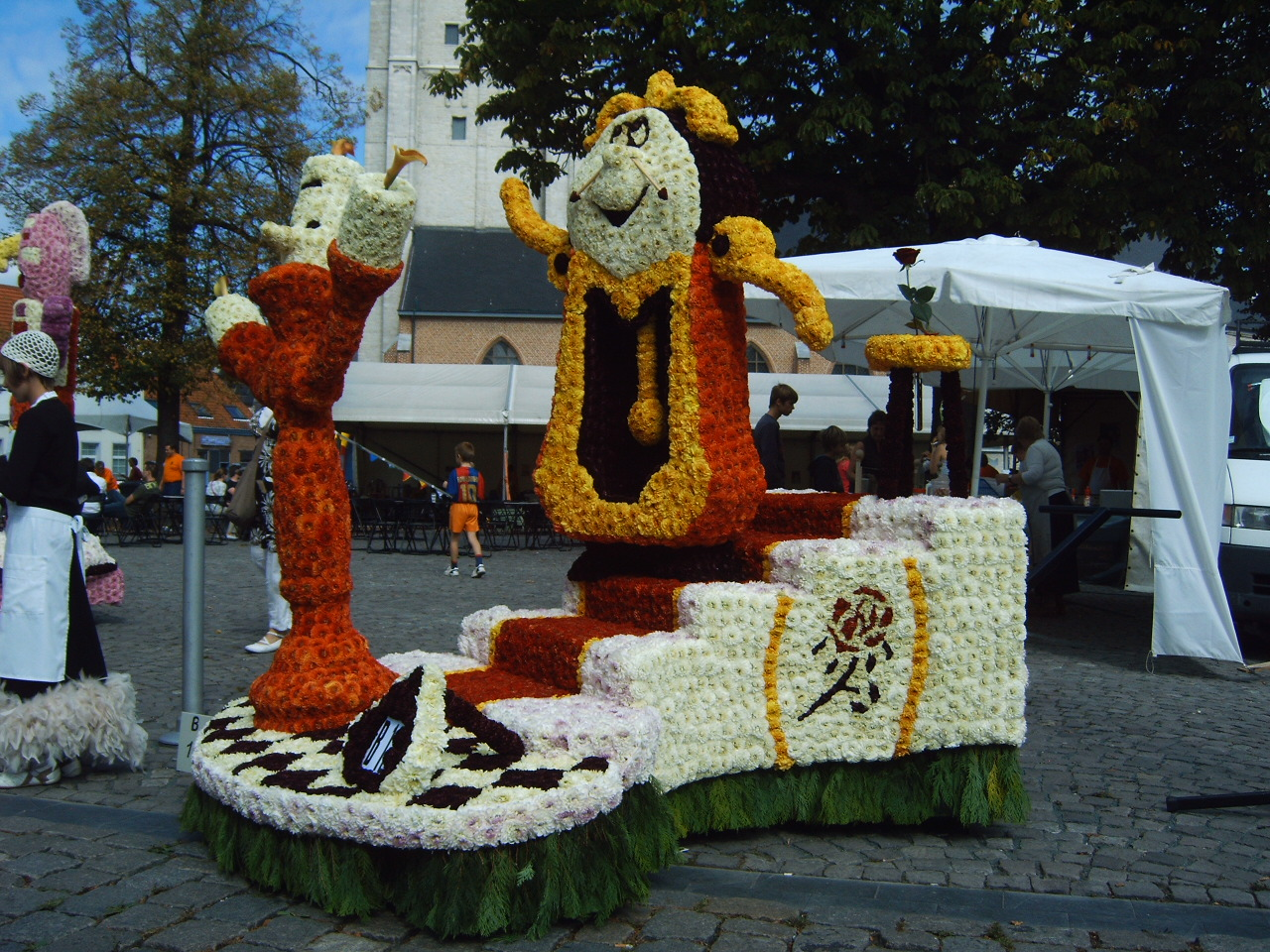
Bloemenwagen B12 van de 46ste Kleine Bloemenstoet (2007)
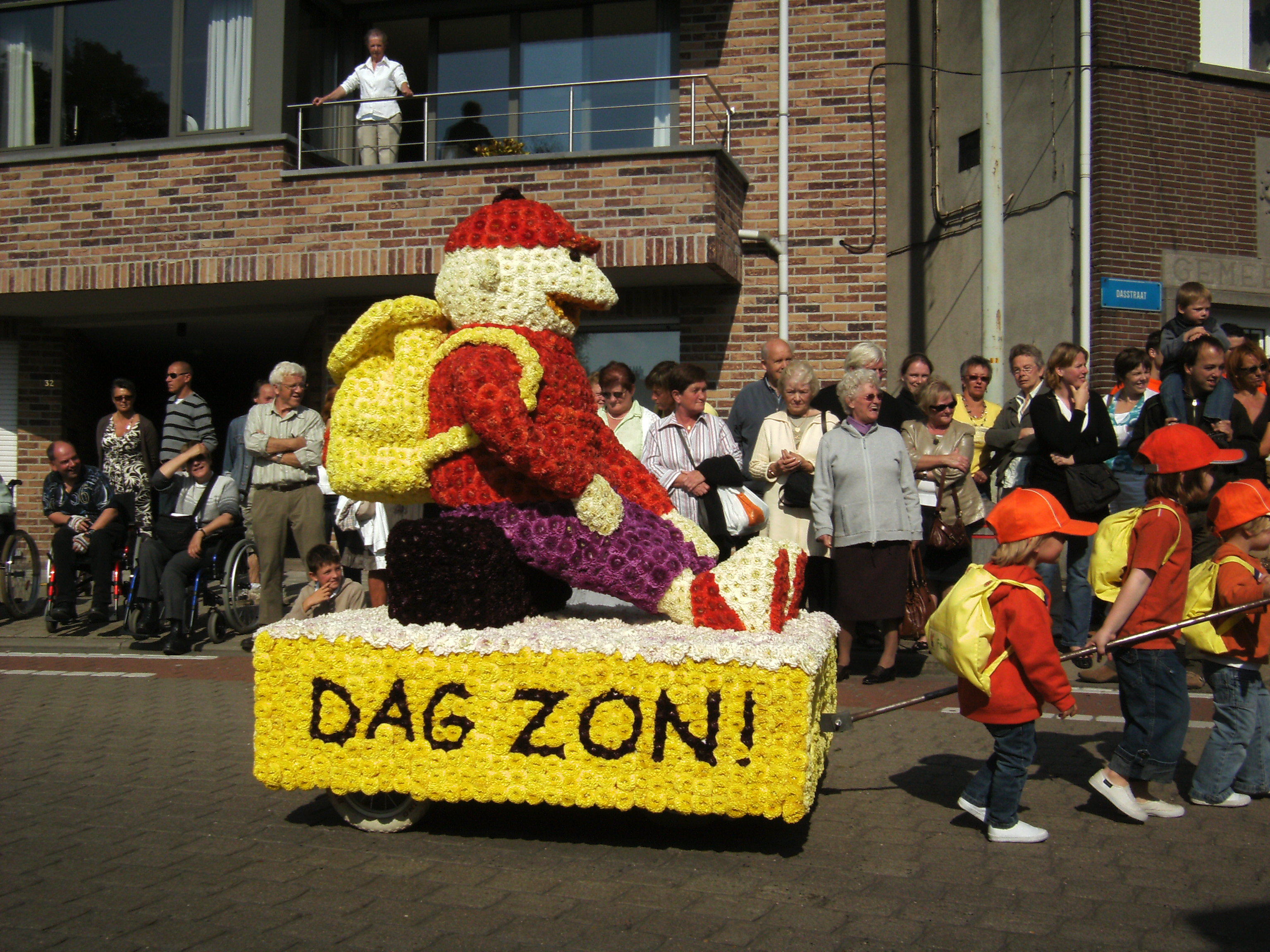
Bloemenwagen van de 47ste Kleine Bloemenstoet (2008)